# لئو جانن
لئو جانن (اندونزیایی: Loa Janan) شهری در استان کالیمانتان شرقی کشور اندونزی است. جمعیت این شهر بر اساس سرشماری سال ۲۰۰۰ میلادی ۱۸۵٫۹۴۱ تن بوده که در سال ۲۰۰۷ میلادی به ۲۲۴٫۱۶۰ نفر افزایش یافته‌است.